# Govern de Nova Zelanda
El govern de Nova Zelanda (en anglès: Government of New Zealand; en maori: Te Kāwanatanga o Aotearoa) és el cos administratiu pel qual s'exerceix autoritat a Nova Zelanda. Basat en el sistema Westminster de govern responsable, el poder executiu a Nova Zelanda es basa en el principi que «el monarca regna, però el govern autoritza, mentre que aquest tingui el suport de la Cambra de Representants».

## Càrrecs executius principals
El cap d'estat de Nova Zelanda, el monarca —representat a Nova Zelanda pel Governador General— segueix l'assessorament del govern i té un paper tan sols formal com a executiu, amb l'excepció de la formació i acomiadament de governs i l'ús dels seus poders moderadors.
El cap de govern a Nova Zelanda és el Primer Ministre. El Primer Ministre és elegit indirectament, ja que no són elegits per l'electorat neozelandès però per la Cambra de Representants, la qual elegeix un Primer Ministre després d'una elecció general. Formalment són nomenats i poden ser acomiadats pel Governador General.
| Càrrec             | Nom            | Fotografia     | Des de                 | Temps en el càrrec |
| ------------------ | -------------- | -------------- | ---------------------- | ------------------ |
| Rei                | Carles III     | Carles III     | 9 de setembre de 2022  | 2 anys, 190 dies   |
| Governador General | Patsy Reddy    | Patsy Reddy    | 28 de setembre de 2016 | 8 anys, 171 dies   |
| Primera Ministra   | Jacinda Ardern | Jacinda Ardern | 26 d'octubre de 2017   | 7 anys, 143 dies   |

## Història
Nova Zelanda ha tingut govern propi des de 1853 en ser promulgada l'Acta Constitucional Neozelandesa de 1852 (New Zealand Constitution Act 1852), la qual fou passada pel Parlament del Regne Unit. Els governs aleshores eren formats a un nivell provincial i estatal, amb sis províncies inicials. Les províncies foren abolides per l'Acta de l'Abolició de Províncies (Abolition of Provinces Act 1876), durant el govern de Harry Atkinson. A partir de l'1 de gener de 1877 les províncies cessaren d'existir.
El primer govern format per un partit polític fou creat el 1891 pel Partit Liberal, després que John Ballance liderés aquest a guanyar les eleccions de 1890. Des d'aleshores tots els governs han estat formats per partits polítics.

## Llista de governs
| N. |  | Govern                  | Començament            | Fi                     | Temps en el càrrec |
| -- |  | ----------------------- | ---------------------- | ---------------------- | ------------------ |
| 1  |  | Gabinet Sewell          | 18 d'abril de 1856     | 20 de maig de 1856     | 0 anys, 32 dies    |
| 2  |  | Gabinet Fox I           | 20 de maig de 1856     | 2 de juny de 1856      | 0 anys, 13 dies    |
| 3  |  | Gabinet Stafford I      | 2 de juny de 1856      | 12 de juliol de 1861   | 5 anys, 40 dies    |
| 4  |  | Gabinet Fox II          | 12 de juliol de 1861   | 6 d'agost de 1862      | 1 any, 25 dies     |
| 5  |  | Gabinet Domett          | 6 d'agost de 1862      | 30 d'octubre de 1863   | 1 any, 85 dies     |
| 6  |  | Gabinet Whitaker-Fox    | 30 d'octubre de 1863   | 24 de novembre de 1864 | 1 any, 25 dies     |
| 7  |  | Gabinet Weld            | 24 de novembre de 1864 | 16 d'octubre de 1865   | 0 anys, 326 dies   |
| 8  |  | Gabinet Stafford II     | 16 d'octubre de 1865   | 28 de juny de 1869     | 3 anys, 255 dies   |
| 9  |  | Gabinet Fox III         | 28 de juny de 1869     | 10 de setembre de 1872 | 3 anys, 74 dies    |
| 10 |  | Gabinet Stafford III    | 10 de setembre de 1872 | 11 d'octubre de 1872   | 0 anys, 31 dies    |
| 11 |  | Gabinet Waterhouse      | 11 d'octubre de 1872   | 3 de març de 1873      | 0 anys, 143 dies   |
| 12 |  | Gabinet Fox IV          | 3 de març de 1873      | 8 d'abril de 1873      | 0 anys, 36 dies    |
| 13 |  | Gabinet Vogel I         | 8 d'abril de 1873      | 6 de juliol de 1875    | 2 anys, 89 dies    |
| 14 |  | Gabinet Pollen          | 6 de juliol de 1875    | 15 de febrer de 1876   | 0 anys, 224 dies   |
| 15 |  | Gabinet Vogel II        | 15 de febrer de 1876   | 1 de setembre de 1876  | 0 anys, 199 dies   |
| 16 |  | Gabinet Atkinson I      | 1 de setembre de 1876  | 13 d'octubre de 1877   | 1 any, 42 dies     |
| 17 |  | Gabinet Grey            | 13 d'octubre de 1877   | 8 d'octubre de 1879    | 1 any, 360 dies    |
| 18 |  | Gabinet Hall            | 8 d'octubre de 1879    | 21 d'abril de 1882     | 2 anys, 195 dies   |
| 19 |  | Gabinet Whitaker        | 21 d'abril de 1882     | 25 de setembre de 1883 | 1 any, 157 dies    |
| 20 |  | Gabinet Atkinson II     | 25 de setembre de 1883 | 16 d'agost de 1884     | 0 anys, 326 dies   |
| 21 |  | Gabinet Stout-Vogel I   | 16 d'agost de 1884     | 28 d'agost de 1884     | 0 anys, 12 dies    |
| 22 |  | Gabinet Atkinson III    | 28 d'agost de 1884     | 3 de setembre de 1884  | 0 anys, 6 dies     |
| 23 |  | Gabinet Stout-Vogel II  | 3 de setembre de 1884  | 8 d'octubre de 1887    | 3 anys, 35 dies    |
| 24 |  | Gabinet Atkinson IV     | 8 d'octubre de 1887    | 24 de gener de 1891    | 3 anys, 108 dies   |
| 25 |  | Govern Liberal          | 24 de gener de 1891    | 10 de juliol de 1912   | 21 anys, 168 dies  |
| 26 |  | Govern Reformador       | 10 de juliol de 1912   | 10 de desembre de 1928 | 16 anys, 153 dies  |
| 27 |  | Govern Unit             | 10 de desembre de 1928 | 22 de setembre de 1931 | 2 anys, 286 dies   |
| 28 |  | Govern Unit-Reformador  | 22 de setembre de 1931 | 6 de desembre de 1935  | 4 anys, 75 dies    |
| 29 |  | Primer Govern Laborista | 6 de desembre de 1935  | 13 de desembre de 1949 | 14 anys, 7 dies    |
| 30 |  | Primer Govern Nacional  | 13 de desembre de 1949 | 12 de desembre de 1957 | 7 anys, 364 dies   |
| 31 |  | Segon Govern Laborista  | 12 de desembre de 1957 | 12 de desembre de 1960 | 3 anys, 0 dies     |
| 32 |  | Segon Govern Nacional   | 12 de desembre de 1960 | 8 de desembre de 1972  | 11 anys, 362 dies  |
| 33 |  | Tercer Govern Laborista | 8 de desembre de 1972  | 12 de desembre de 1975 | 3 anys, 4 dies     |
| 34 |  | Tercer Govern Nacional  | 12 de desembre de 1975 | 26 de juliol de 1984   | 8 anys, 227 dies   |
| 35 |  | Quart Govern Laborista  | 26 de juliol de 1984   | 2 de novembre de 1990  | 6 anys, 99 dies    |
| 36 |  | Quart Govern Nacional   | 2 de novembre de 1990  | 5 de desembre de 1999  | 9 anys, 33 dies    |
| 37 |  | Cinquè Govern Laborista | 5 de desembre de 1999  | 19 de novembre de 2008 | 8 anys, 350 dies   |
| 38 |  | Cinquè Govern Nacional  | 19 de novembre de 2008 | (actualitat)           | 16 anys, 119 dies  |